# 普列谢茨克
62°42′N 40°18′E / 62.700°N 40.300°E
普列谢茨克（俄语：Плесе́цк）俄罗斯阿尔汉格尔斯克州的一个市级镇，在莫斯科东北约800千米处，距阿尔汉格尔斯克州州府阿尔汉格尔斯克约180千米。该乡是普列谢茨克区的行政中心。2002年统计全乡人口总数为11300。
普列谢茨克航天中心位于该乡的保密城镇米尔内。该城镇是冷战时代为支持部署于此地的弹道导弹基地而建设起来的，后来发展为航天发射场。该航天中心现在是俄罗斯境内最主要的火箭发射场，主要发射军事载荷。